# Шеренков, Евгений Сергеевич
Евгений Сергеевич Шеренков (27 января 1991) — российский футболист, полузащитник.

## Карьера
Воспитанник футбольной академии ЦСКА. В 2008 году был включён в заявку армейцев на сезон. Два года выступал за дубль ЦСКА, проведя 24 игры, но за основную команду так и не дебютировал. В 2010 году перешёл в «Зеленоград», выступавший во втором дивизионе. Принял участие в двух матчах команды, выходя на замену. С 2011 года выступал в ЛФЛ за «Столицу» и «Школу мяча».
В марте 2016 года подписал контракт с латвийским клубом «Рига». Первый матч в первенстве Латвии провёл против «Вентспилса». 29 октября 2016 года в матче против «Лиепаи» забил свой первый гол в высшем дивизионе. Всего за сезон сыграл 21 матч и забил один гол, по окончании сезона покинул команду.
После возвращения в Россию продолжает выступать за любительские клубы Москвы и области.